# Brown Bag Films
Brown Bag Films, o Brown Bag, es un estudio de producción animada irlandesa con sede en Dublín, Irlanda, que es propiedad del estudio de televisión 9 Story Media Group que tiene sedes para animación 2D y 3D en Mánchester, Reino Unido, y Toronto, Canadá. Es conocido principalmente por sus series de televisión animadas por CGI y sus cortometrajes, como los nominado a los Premios Óscar Give Up Yer Aul Sins y La Bella Durmiente de Granny O'Grimm.
Brown Bag Films fue fundada en 1994 por Cathal Gaffney y Darragh O'Connell. El estudio ha obtenido múltiples premios, incluidas nominaciones a los premios Óscar,  varias nominaciones a los premios BAFTA, Emmy y Annie por sus series Octonautas y Doctora Juguetes, 6 Premios Emmy ganados por Peter Rabbit y un premio ganado por Bing
Sus producciones incluyen Vampirina para Disney Junior, Nella una princesa valiente para Nickelodeon, The Stinky & Dirty Show para Amazon Prime y Butterbean's Cafe de Nickelodeon. Brown Bag Films también tiene una lista de proyectos infantiles originales en desarrollo y participa en coproducciones de series.
Ha sido propiedad de 9 Story Media Group desde 2015.

## Historia

### Independiente (1994–2015)
Brown Bag Films fue fundado en 1994 por Cathal Gaffney y Darragh O'Connell, produciendo Peig para RTÉ. 
En 2002, Brown Bag Films fue nominada a su primer premio Óscar por su cortometraje Give Up Yer Aul Sins, dirigida por Gaffney y producida por O'Connell.
En julio de 2007, Brown Bag Films se mudó a un nuevo estudio en Smithfield Square, Dublín, diseñado por Douglas Wallace Architects, y comenzó la producción de su primera serie de animación, Olivia, para Nick.
En 2008, el estudio comenzó a trabajar en La bella durmiente de Granny O'Grimm dirigida por Nicky Phelan, obteniendo una segunda nominación al Óscar.
En 2011, estrenaron el cortometraje de Darragh O'Connell, 23 Degrees, 5 Minutes, con la voz de John Hurt. Brown Bag Films comenzaron la producción de Doctora Juguetes y de Henry Monstruito, basada en un libro de Niamh Sharkey, para Disney Junior. Los Octonautas fueron nominados para un BAFTA.
En marzo de 2012, Doctora Juguetes se estrena en Disney Junior y rompe récords de audiencia, siendo el estreno de una serie preescolar más visto de la historia. Convirtiéndose en el programa preescolar número uno en los EE. UU. y Reino Unido. Brown Bag Films continúa la producción de Henry Monstruito y una segunda temporada de los Octonautas.
En 2013, Brown Bag Films recibe nominaciones a los Premios BAFTA por los Octonautas y Doctora Juguetes. Comienzan la producción de una segunda temporada de Henry Monstruito y Doctora Juguetes.
En febrero de 2014, Brown Bag Films anuncia su nuevo programa Bing, basado en la serie de libros del autor e ilustrador Ted Dewan. Continúan la producción de una segunda temporada de Henry Monstruito y Peter Rabbit, una tercera temporada de Doctora Juguetes y una cuarta temporada de los Octonautas. Su cortometraje An Ode To Love recibe el premio a la Mejor Animación Irlandesa en el Festival de Cine de Foyle.
En 2015, Brown Bag Films tres series en producción, Henry Monstruito, Doctora Juguetes y Bing. Bing recibe el premio a la Mejor Escritura en un episodio de televisión infantil por The Writer's Guild of Great Britain. Doctora Juguetes es galardonado como «Programa sobresaliente para niños» en los NAACP Image Awards y recibe un premio Peabody.

### Propiedad de 9 Story Media Group (2015–presente)
En agosto de 2015, Brown Bag Films es adquirido por 9 Story Media Group.
En 1 de agosto de 2016, Brown Bag Films anunció que estaban produciendo una nueva serie para Disney Junior, Vampirina, basada en la serie de libros infantiles Vampirina escrita por Anne Marie Pace e ilustrada por LeUyen Pham.  Vampirina debutó el 1 de octubre de 2017.
En octubre de 2017, se convirtió en una de las dos divisiones principales de 9 Story junto con 9 Story Distribution International, asumiendo toda la animación 2D y 3D en tres estudios en Dublín, Mánchester y Toronto.

## Producciones
| Años          | Título                                       | Notas                                               | Cliente                |
| ------------- | -------------------------------------------- | --------------------------------------------------- | ---------------------- |
| 1994          | Peig                                         | Primera producción                                  | RTÉ                    |
| 1996          | Barstool                                     |                                                     | RTÉ                    |
| 1998          | The Last Elk                                 | Cortometraje                                        | RTÉ                    |
| 1998          | Why?                                         |                                                     | RTÉ                    |
| 2000          | Give Up Yer Aul Sins                         | Cortometraje                                        | Irish Film Board y RTÉ |
| 2006          | I’m an Animal                                |                                                     | Irish Film Board y RTÉ |
| 2006-2007     | Ding Dong Denny's A History of Ireland       | Cortometraje                                        |                        |
| 2007          | Wobbly Land                                  | Basado en una película                              | Nickelodeon            |
| 2007          | Crap Rap                                     | Dirigido por Nicky Phelan                           | RTÉ                    |
| 2007          | Teenology                                    |                                                     | RTÉ                    |
| 2007          | Grabby Bag                                   |                                                     | RTÉ                    |
| 2008          | La bella durmiente de Granny O'Grim          | Cortometraje nominado al Óscar                      |                        |
| 2009          | Noddy, el detective del país de los juguetes |                                                     | Dreamworks             |
| 2009          | Olivia                                       |                                                     | Nickelodeon            |
| 2010-2012     | Los Octonautas                               | Serie Original                                      | CBeebies               |
| 2012-2016     | Peter Rabbit                                 | Serie basado en los libros del mismo nombre         | Nickelodeon            |
| 2012-2020     | Doctora Juguetes                             | Serie original                                      | Disney y Disney Junior |
| 2013-2014     | Bing                                         | Serie original                                      | CBeebies               |
| 2013-2015     | Henry Monstruito                             |                                                     | Disney                 |
| 2014-presente | The Stinky and Dirty Show                    | Serie original                                      | Amazon Prime           |
| 2017-presente | Nella, una princesa valiente                 | Serie original                                      | Nickelodeon            |
| 2017-presente | Vampirina                                    | Basado en los libros del mismo nombre               | Disney Junior          |
| 2018-presente | Butterbean's Café                            | Serie original                                      | Nickelodeon            |
| 2018-presente | ¡Vamos Luna!                                 | Coproducción con Joe Murray Productions             | PBS Kids               |
| 2019-presente | Clifford, el gran perro rojo                 | Coproducción con 100 Chickens y 9 Story Media Group | PBS Kids, Amazon Prime |
| 2019-presente | Pistas de Blue y tú                          | Coproducción con Nickelodeon Animation Studio       | Nick Jr.               |
| 2020-presente | T.O.T.S.                                     | Producido originalmente por Titmouse, Inc.          | Disney y Disney Junior |
| 2023-presente | Lu y sus Amigos                              | Producido originalmente por 9 Story Media Group     | Cartoonito             |

## Premios y nominaciones
| Año  | Premio                                 | Categoría                                                      | Nominados                                                                 | Resultado | Ref    |
| ---- | -------------------------------------- | -------------------------------------------------------------- | ------------------------------------------------------------------------- | --------- | ------ |
| 2001 | Premios Óscar                          | Mejor cortometraje de animación                                | Cathal Gaffney y Darragh O'Connell (por Give Up Yer Aul Sins)             | Nominado  | [ 3 ]  |
| 2001 | Festival Internacional de Cine de Cork | Mejor Cortometraje Internacional                               | Cathal Gaffney (por Give Up Yer Aul Sins)                                 | Ganador   | [ 26 ] |
| 2001 | Festival Internacional de Cine de Cork | Mejor Cortometraje                                             | Cathal Gaffney (por Give Up Yer Aul Sins)                                 | Ganador   | [ 26 ] |
| 2001 | Festival Internacional de Cine de Cork | Mejor Cortometraje Irlandés                                    | Cathal Gaffney (por Give Up Yer Aul Sins)                                 | Ganador   | [ 26 ] |
| 2001 | Galway Film Fleadh                     | Premio al mejor cortometraje                                   | Cathal Gaffney (por Give Up Yer Aul Sins)                                 | Ganador   | [ 26 ] |
| 2014 | Daytime Emmy Awards                    | Logro por Diseño de producción                                 | Stephen Robinson (Director de arte de Peter Rabbit)                       | Ganador   | [ 27 ] |
| 2014 | Daytime Emmy Awards                    | Logro por mejor diseño de escena                               | Eddie Gribbin                                                             | Ganador   | [ 27 ] |
| 2014 | Daytime Emmy Awards                    | Logro excepcional por programa animado especial                | Peter Rabbit                                                              | Nominado  | [ 27 ] |
| 2014 | Daytime Emmy Awards                    | Actuación sobresaliente en un programa animado                 | Sarah Bolt, como Jemima Puddleduck                                        | Nominado  | [ 27 ] |
| 2014 | Daytime Emmy Awards                    | Logro por mejor guion gráfico                                  | Marten Jonmark                                                            | Ganador   | [ 27 ] |
| 2014 | Daytime Emmy Awards                    | Escritura sobresaliente en un programa animado preescolar      | Mark Huckerby y Nick Ostler                                               | Nominado  | [ 27 ] |
| 2014 | Daytime Emmy Awards                    | Canción original sobresaliente                                 | Spring Has Sprung (de Peter Zizzo)                                        | Nominado  | [ 27 ] |
| 2014 | Daytime Emmy Awards                    | Canción original sobresaliente - Título principal y promoción: | Canción tema de Peter Rabbit (de Peter Luyre)                             | Nominado  | [ 27 ] |
| 2015 | Daytime Emmy Awards                    | Logro sobresaliente en animación                               | Mårten Jönmark (por Peter Rabbit)                                         | Ganador   | [ 28 ] |
| 2015 | Daytime Emmy Awards                    | Dirección sobresaliente en un programa animado                 | David McCamley, Dino Athanassiou y Maurizio Parimbelli (por Peter Rabbit) | Nominado  | [ 28 ] |
| 2015 | Daytime Emmy Awards                    | Escritura sobresaliente en un programa animado preescolar      | Chris Nee, Kerri Grant y Kent Redeker (por Doctora Juguetes)              | Nominado  | [ 28 ] |
| 2015 | Peabody Awards                         | Mejor programación infantil                                    | Doctora Juguetes                                                          | Ganador   | [ 29 ] |